# Guillermo Clark
Guillermo Clark fue un marino de origen británico que sirvió en la escuadra argentina durante la guerra de independencia de la Argentina.

## Biografía
Al formarse la escuadra al mando de Guillermo Brown para la Campaña Naval de 1814 destinada a poner fin al dominio realista en Montevideo, Clark se embarcó en el falucho San Luis, con el que asistió al combate de Martín García (1814).
Por su actuación recibió el comando del navío, participando del posterior bloqueo de Montevideo. 
En la jornada del 15 de mayo del combate naval del Buceo, permaneciendo fondeado frente al puerto, fue sorprendido y abordado por el corsario La Podrida al mando de José Pons, conocido como Pepe el Mahonés. 
Herido y abandonado por la tripulación que se arrojó al agua para no ser capturada por los corsarios, Clark dejó también el pequeño buque pero impedido de llegar a la costa por sus heridas, pereció ahogado.
Estaba casado con María Caballeros.